# Italo Gasperi Campani
Italo Gasperi Campani (Conegliano Veneto, 1915 – Firenze, 1999) è stato un architetto italiano.

## Biografia
Trasferitosi dal Veneto a Firenze, Italo Gasperi Campani si laureò in Ingegneria civile edile nel 1940 all'Università di Bologna. Negli anni seguenti prestò servizio militare, prima come combattente sul fronte albanese e poi a Roma, presso lo Stato maggiore dell'Esercito.
Iniziò nel 1944 la sua lunga attività universitaria come assistente straordinario di varie materie architettoniche (Architettura tecnica, Architettura e Composizione architettonica, Tecnica Urbanistica) nei corsi tenuti a Firenze dalla Facoltà di Ingegneria dell'Università di Pisa, primo nucleo della futura Facoltà fiorentina di Ingegneria. Fu professore incaricato di Architettura tecnica presso la Facoltà di Ingegneria dell'Università di Bologna fino al 1950, dove fu anche assistente ordinario alla cattedra di Architettura nel 1949 e assistente volontario di Topografia e Costruzioni rurali fra il 1955 e il 1966. Nel 1969 ottenne la Libera docenza in Costruzioni agricole di esercizio e di abitazione, successivamente confermata nel 1976; dal 1972 fino alla pensione (1985), tenne l'insegnamento di Topografia e Costruzioni rurali presso la Facoltà di Agraria dell'Università di Firenze e dal 1973 diresse l'omonimo Istituto, poi divenuto Istituto di Costruzioni agrarie e forestali.
In campo progettuale i suoi primi impegni furono la partecipazione ad alcuni importanti concorsi nazionali, come quello per la ricostruzione del Ponte alla Carraia di Firenze, nel 1945, il Concorso nazionale per la ricostruzione del Ponte alle Grazie nel 1946 e nel 1947 quello per la progettazione della nuova Stazione Termini di Roma con la sistemazione urbanistica dell'antistante Piazza dei Cinquecento. Nello stesso anno stese il progetto esecutivo del nuovo Istituto degli Scolopi di Firenze (Scuole Pie Fiorentine). Sempre nel 1947, per incarico dell'Università di Firenze, si occupò dell'adattamento e del ripristino del complesso monumentale dell'ex convento di Santa Apollonia nel centro della città, ceduto dall'Autorità Militare come sede dei corsi di Ingegneria.
Fino agli inizi degli anni '50 lavorò soprattutto a Firenze, dove, fra l'altro, elaborò il progetto di massima di due stabili comprendenti 75 appartamenti per civile abitazione, bar, caffè, ristorante e cinema (1949) e realizzò la sede di Firenze del Motoclub alle Cascine che è stato più volte rimaneggiato (1950). Nel 1952 diventò Consulente per l'architettura dell'Ente per la colonizzazione del Delta Padano, per il quale progettò edifici di varia destinazione fra i quali prototipi di casette che furono realizzate in circa 4500 esemplari. Negli anni dal 1951 al 1963 fu impegnato nella progettazione e realizzazione dell'imponente complesso parrocchiale di Santa Maria del Suffragio in Bologna, per la quale brevettò anche alcuni elementi prefabbricati in cemento armato.
Altri progetti di architettura religiosa sono il complesso parrocchiale di San Gabriele dell'Addolorata di Idice; il progetto di massima per la nuova Chiesa nuova di San Silverio in Bologna (1954) e la nuova Chiesa al Passetto di Ancona (1957).
Nel 1956 progettò e realizzò la ristrutturazione completa degli interni dell'Istituto di Elettrotecnica della Facoltà di Ingegneria dell'Università di Trieste.
Fra gli altri progetti si possono ricordare alcuni esempi di architettura funeraria, come l'edicola della famiglia Panzera-Nolli nel Cimitero di Cassano d'Adda (1958), il colombaro della madre Caterina Carpenè nel Cimitero di Soffiano in Firenze (1962), i loculi della famiglia Alessi-Biavati nel cimitero della Certosa di Bologna, oltre a vari interventi di arredamento e di sistemazioni: Libreria Pavoniana in Bologna; gabinetto dentistico Rossi in Piazza della Signoria a Firenze; ristrutturazione e restauro degli interni e del giardino di Casa Gnudi a Bologna; creazione di uno studio professionale indipendente in Casa Farina a Bologna; costruzione della Tomba di Famiglia Bosi nel Cimitero di Nonantola (Modena). Gli ultimi più impegnativi lavori sono la realizzazione su fondazioni preesistenti di Villa Tommasi a Marina di Campo sull'Isola d'Elba (1966) e il piano di lottizzazione Stoll-Frisanco in San Candido (Bolzano, 1967).
Italo Gasperi Campani fu inoltre membro di alcuni importanti enti e associazioni culturali e professionali: accademico effettivo dell'Accademia Teatina per le Scienze; socio ordinario dell'Associazione Italiana di Ingegneria Agraria; corrispondente dell'Accademia economico agraria dei Georgofili e dell'Accademia italiana di scienze forestali; consigliere e vice segretario del Collegio degli Ingegneri della Provincia di Firenze all'atto della sua ricostituzione post-bellica (1944) e in anni successivi (1947/48); membro della Commissione Urbanistica interna del Collegio degli Ingegneri di Firenze dal 1945 al 1947. Infine, fu rappresentante del Collegio degli Ingegneri della Provincia di Firenze nella Commissione comunale Urbanistica per la Ricostruzione di Firenze dal 1945 al 1947, nella Commissione giudicatrice del Concorso urbanistico nazionale per la ricostruzione dell'abitato di Settignano dal 1945 al 1946 e nella Commissione giudicatrice del Concorso per la progettazione della nuova chiesa parrocchiale dei Santi Gervasio e Protasio a Firenze (1951).

## Archivio
Il Fondo Gasperi Campani, conservato presso l'Archivio di Stato di Firenze, contiene documentazione dal 1935 al 1985.